# Rubena
Rubena település Spanyolországban, Burgos tartományban. Rubena Burgos, Hurones, Quintanapalla, Atapuerca, Cardeñuela Riopico és Orbaneja Riopico községekkel határos. Lakosainak száma 217 fő (2024).

## Népesség
A település népessége az utóbbi években az alábbiak szerint változott:
| Lakosok száma | 169  | 176  | 194  | 200  | 182  | 176  | 164  | 191  | 193  | 217  |
|               | 2001 | 2004 | 2006 | 2009 | 2011 | 2014 | 2016 | 2019 | 2021 | 2024 |